# Magia Alguma
"Magia Alguma" é uma canção gravada pela banda cristã de rock brasileira Oficina G3, registrada no álbum Ao Vivo, lançado em 1990, na época um dos vocalistas da banda.<

## Participam também nos outros álbuns
- 1990: Ao Vivo
- 1996: Indiferença
- 1998: Acústico Ao Vivo

## Também em compilações
- 2000: The Best of Oficina G3
- 2003: Platinum

1. ↑  «Túlio Régis, um dos fundadores do Oficina G3, lança CD em SP». Super Gospel. Consultado em 8 de agosto de 2012